# Extension (Medizin)

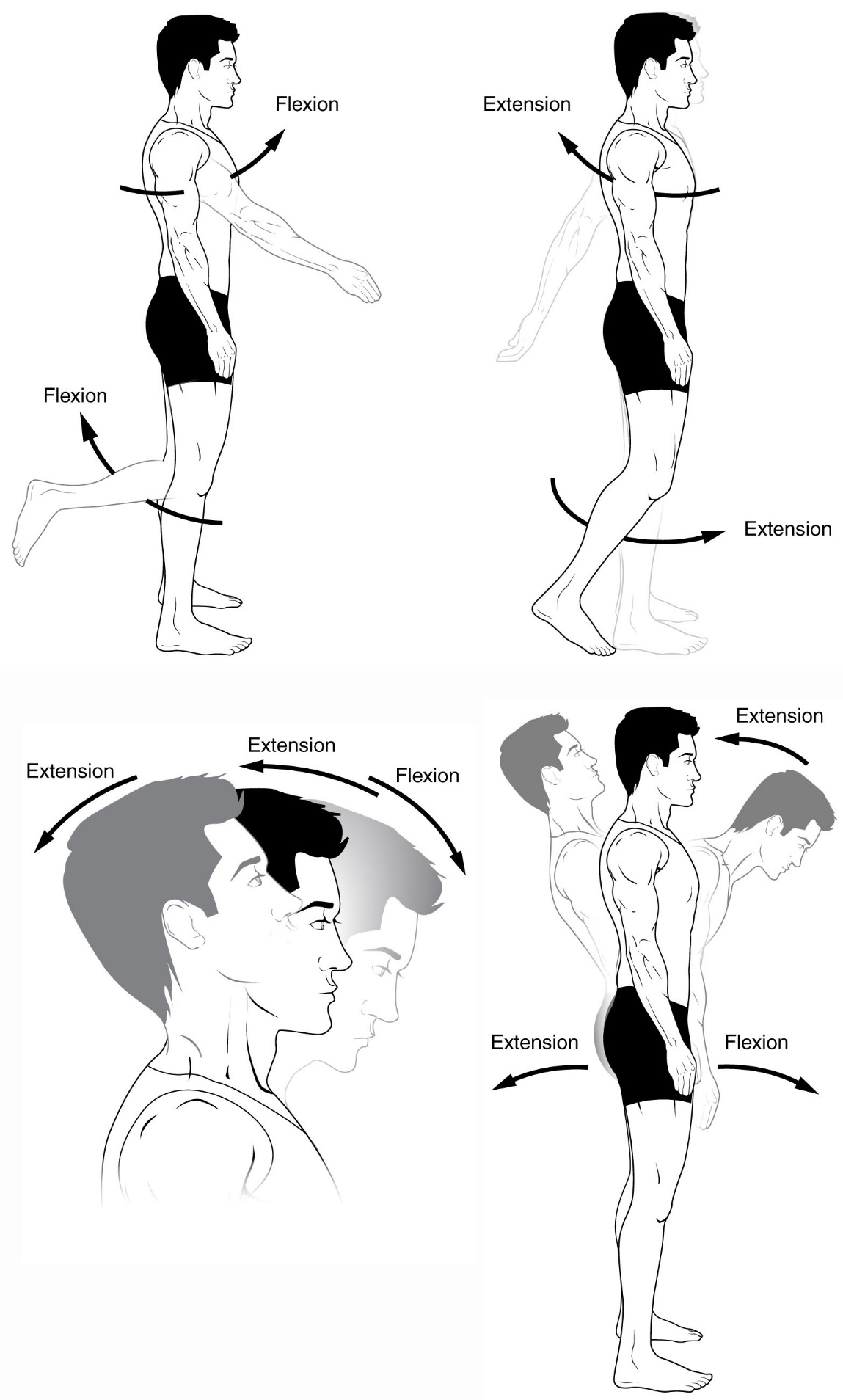
Extension und Flexion verschiedener Gelenke

Die Extension (von lateinisch extensio ‚Streckung‘) ist die Streckung eines Gelenkes um die Horizontalachse. Die gegenläufige Bewegung wird als Flexion bezeichnet. Ausgangspunkt ist jeweils die normale Ruheposition, die als anatomischer Nullpunkt bezeichnet wird. Wird ein Gelenk überstreckt, also das normale Ausmaß der Streckbewegung überschritten, so wird von einer Hyperextension gesprochen. Dies wird bei einigen Gelenken durch die Anordnung der Knochen oder der Bänder verhindert (Knochen- ober Bandhemmung). Im Kniegelenk wird die Überstreckung als Genu recurvatum bezeichnet.
Am Handgelenk wird die Streckung auch Dorsalextension genannt, weil sich der Handrücken (Dorsum manus) in Richtung Unterarm bewegt. Beim Sprung- wird in der Tiermedizin die Bewegung der Fußsohle (Planta pedis) nach hinten als Streckung bezeichnet. In der Humanmedizin wird diese Hebung des Fußes als Plantarflexion bezeichnet. Für die gegenläufige Bewegung, also die der Fußspitze nach oben (in Richtung Fußrücken, Dorsum pedis), wird in der Humanmedizin der Begriff Dorsalextension verwendet, sie entspricht der Sprunggelenksbeugung in der Tiermedizin. An der Wirbelsäule wird statt Extension meist der Begriff Reklination verwendet.
Als Extensor oder Strecker wird ein Skelettmuskel bezeichnet, der die Streckung eines Gelenks vollzieht. In einigen anatomischen Muskelnamen, insbesondere bei den Muskeln des Unterarms und des Unterschenkels, kommt der Begriff explizit als zweiter Namensteil vor, z. B. der Musculus extensor carpi ulnaris ‚ellenseitiger Streckmuskel der Handwurzel‘. Am Unterarm sind diese Muskeln als Gruppe in der sogenannten „Extensorenloge“ angeordnet, die sich am lose herabhängenden Arm außen befindet.